# Робот 2.0
«Робот 2.0» (англ. 2.0) — индийский научно-фантастический боевик на тамильском языке режиссёра С. Шанкара. «Робот 2.0» является продолжением фильма 2010 года «Робот», который стал одним из самых кассовых фильмов индийского производства.
Фильм был выпущен во всем мире как в 3D, так и в обычном формате 29 ноября 2018 года. Он получил в целом положительные отзывы после выпуска. Критики особенно высоко оценили визуальные эффекты фильма, роль Раджиниканта и Кумара и социальное послание; но сценарий подвергся критике. Фильм является вторым самым кассовым фильмом в Индии и шестым самым кассовым индийским фильмом в мире.

## Сюжет
Могучий злодей, создающий невероятных гигантских чудовищ с помощью техники и электроники, покушается на мобильные телефоны и личные данные всех граждан Индии. При помощи своих жутких изобретений он способен взять содержимое мобильников и планшетов под свой тотальный контроль, захватив власть в государстве собственнолично. Подчиняя себе различные устройства, он создаёт из них свою непобедимую армию. И теперь лишь универсальный робот Читти способен остановить злобного изобретателя и спасти человечество.

## В ролях
- Раджникант сыграл трёх персонажей:
  - профессор Васигаран, учёный, который создал по своему подобию робота с желанием ввести его в состав индийской армии.
  - Читти, продвинутый «андрогуманоидный» робот. Он был разработан с пропускной способностью 1 Терагерц (Гц) и объёмом памяти 1 Зетабайт.
  - Кутти, микробот, созданный Читти 2.0, который может трансформироваться и маскироваться под мобильный телефон[9].
- Акшай Кумар в роли Пакши Раджана (русский дубляж — Никита Джигурда[10][11]) — орнитолога, управлявшего птичьим заповедником. Он протестует против чрезмерного использования мобильных телефонов, опасаясь, что высокочастотное электромагнитное излучение от сотовых станций угрожает жизни птиц. Он сообщает об этом Джаянту, министру связи, и Маноджу, но они намеренно игнорируют этот вопрос. Вскоре, одна за другой, начинают погибать все птицы. Глубоко расстроенный, Пакши кончает жизнь самоубийством. Теперь его аура в сочетании с отрицательной энергией умерших птиц может управлять сотовыми телефонами с помощью электромагнитного излучения, которое считается пятой силой. В дубляже на тамильском и телугу Пакши озвучил В. Джаяпракаш[12].
- Эми Джексон в роли Нилы — женского человекоподобного робота, созданного Васигараном, чьё имя расшифровывается как «Нейронный, Интуитивный, Ласковый Ассистент». Этот робот должен быть другом, помощником и сиделкой. Она может управлять автомобилем, проводить судебный анализ, прыгать через стены и отключать электронные сигналы тревоги. В отличие от Читти, Нила подчиняется Трём законам робототехники и потому не может использоваться в военных целях. Позже она влюбляется в Читти. В дубляже на тамильском и телугу Нилу озвучила Равина Рави[13].
- Суданшу Пандей в роли Дхинедра «Дхина» Бора — учёного и сына профессора Бора, который был когда-то убит Читти. После смерти отца он считает робота альтер-эго Васигарана и хочет отомстить ему. Он оказался первым человеком, который высказался против восстановления Читти на заседании правительства. Позже он также начинает ревностно относиться к возрождению Читти и, пробираясь в Институт AIRD, он освобождает ауру Пакши.
- Адиль Хуссэйн в роли министра С. Виджая Кумара[14] — министра внутренних дел, который даёт неофициальное разрешение Васигарану для возобновления деятельности Читти.
- Ишари K. Ганеш в роли Джаянта Кумара, директора магазина мобильных телефонов
- Калабхаван Шаджон в роли Вайры Мурти, министра телекоммуникаций[15]
- Кайзаад Котваль в роли Маноджа Луллы
- Анант Нараян Махадеван в роли главы собрания
- Майилсами в роли помощника Вайры Мурти
- Прия Принц в роли мамы Пакши Раджана
- Маюр Бансивал в роли отца Пакши Раджана
- Санчана Натараджан в роли студента в лаборатории Васигарана
- Мая С. Кришнан в роли студента в лаборатории Васигарана
- Мурали Сатагопан в роли студента в лаборатории Васигарана
- Авийит Датт в роли доктора Сэма
- Савита Редди в роли Саны (только голос)

## Саундтрек
В 2015 году, на этапе подготовки фильма, было объявлено, что Алла Ракха Рахман напишет саундтрек к фильму. Презентация трёх версии альбома проходили в Дубае, Бурджанадзе Аль Араб 27 октября 2017 года, на тот момент выпущены лишь три песни «Endhira Logathu Sundariye» и «Raajali» и «Pullinangal». Первые две песни выпущены в онлайн магазинах, также две версии песни «Pullinangal», но хиндиязычная версия была выпущена через год за пять месяцев до релиза фильма.
| №                   | Название                    | Текст песни            | Исполнители                               | Длительность |
| ------------------- | --------------------------- | ---------------------- | ----------------------------------------- | ------------ |
| 1.                  | «Endhira Logathu Sundariye» | Мадхан Карки           | Сид Срирам, Шаша Тирутапи                 | 5:30         |
| 2.                  | «Raajali»                   | Мадхан Карки           | Blaaze, Arjun Chandy, Сид Срирам          | 4:12         |
| 3.                  | «Pullinangal»               | Нагараджан Муттуккумар | Бамба Бакайя, А.Р. Эмиин, Сузанна Д’Мелло | 4:53         |
| Общая длительность: | Общая длительность:         | Общая длительность:    | Общая длительность:                       | 18:19        |

| №                   | Название                    | Текст песни         | Исполнители                               | Длительность |
| ------------------- | --------------------------- | ------------------- | ----------------------------------------- | ------------ |
| 1.                  | «Yanthara Lokapu Sundarive» | Ананта Срирам       | Сид Срирам, Шашаа Тирутапи                | 5:30         |
| 2.                  | «Randali»                   | Баскар Батла        | Blaaze, Arjun Chandy, Нивас               | 4:13         |
| 3.                  | «Bulliguvaa»                | Ананта Срирам       | М.М. Кирвани, А.Р. Эмиин, Сузанна Д’Мелло | 4:52         |
| Общая длительность: | Общая длительность:         | Общая длительность: | Общая длительность:                       | 18:19        |

| №                   | Название               | Текст песни         | Исполнители                              | Длительность |
| ------------------- | ---------------------- | ------------------- | ---------------------------------------- | ------------ |
| 1.                  | «Mechanical Sundariye» | Аббас Тиревала      | Армаан Малик, Шаша Тирутапи              | 5:30         |
| 2.                  | «Rakshassi»            | Аббас Тиревала      | Blaaze, Кайлаш Кхер, Наккаш Азиз         | 4:12         |
| 3.                  | «Nanhi Si Jaan»        | Амитабх Бхаттачария | Кайлаш Кхер, А.Р. Эмиин, Сузанна Д’Мелло | 4:52         |
| Общая длительность: | Общая длительность:    | Общая длительность: | Общая длительность:                      | 18:19        |

## Релиз и маркетинг
В ноябре 2016 года было объявлено, что премьера фильма назначена в день праздника Дивали, 18 октября 2017 года. В апреле 2017 года Раджу Махалингам, бывший продюсер фильма, объявил, что выпуск фильма будет отложен до 25 января 2018 года, сославшись на улучшение качества визуальных эффектов. Дата релиза была позже перенесена на 14 апреля 2018 года. Дата релиза была снова перенесена на 27 апреля 2018 года, но на эту дату уже была назначена премьера фильма «Каала», что привело к очередной задержке фильма. Фильм, который, по словам продюсеров, содержит около 1000 кадров с визуальными эффектами, несколько раз откладывался, пока работа над компьютерными изображениями (CGI) заканчивалась многочисленными студиями эффектов. Фильм был наконец намечен к выпуску в кинотеатрах 29 ноября 2018 года.
Тизер фильма был выпущен на праздник Ганеша-чатуртхи, 13 сентября 2018 года, в 3D и 2D. 3D версия была принята положительно, в то время как некоторые выразили разочарование 2D. Его 2D-тизер был просмотрен более 32 миллионов раз за 24 часа. Помимо оригинального языка, фильм будет выпущен на 14 других языках с дублированными версиями. В преддверии выхода фильма Ассоциация операторов сотовой связи Индии (COAI) подала жалобу, требуя отозвать сертификат Центрального совета по сертификации фильмов (CBFC) для фильма за «пропаганду антинаучного отношения к мобильным телефонам и сотовым сетям». Организация утверждала, что производители «ложно изображают мобильные телефоны и мобильные вышки как вредные для живых существ и окружающей среды, включая птиц и людей». Различные исследования в Индии доказали, что электромагнитное излучение оказывает вредное влияние на здоровье птиц.
В Китае фильм вышел 12 июля 2019 года, в России — 25 июля.

## Реакция

### Отзывы
Фильм получил в целом положительные отзывы кинокритиков. Режиссура Шанкара, визуальные эффекты, роли Раджниканта и Кумара и социальное послание получили похвалу, в то время как сценарий и диалоги вызвали критику. Таран Адарш дал фильму пять звезд из пяти и восхитился Шанкаром, сказав «На этот раз он выбивает мяч из парка. Акшай Кумар фантастический, а Раджникант — босс». Критик Bollywood Hungama дал ему четыре с половиной звезды из пяти и так же похвалил Шанкара: «[Его] руководство очень эффективно, и он ещё раз доказывает, почему он один из наших лучших режиссеров». Субхакертан из The Indian Express дал ему четыре звезды из пяти: «Шанкар поднял планку в кинопроизводстве с точки зрения визуализации, величия, и каждый его кадр очаровывает вас как зрителя».
Раджа Сен из Hindustan Times оценил фильм на три с половиной звезды из пяти, назвав Раджниканта «умнее смартфона», и счёл его и Кумара сильными сторонами фильма. Девеш Шарма из Filmfare также дал три с половиной звезды из пяти. М. Сугант из The Times of India дал ему три звезды из пяти. Анупама Чопра также дала фильму три звезды из пяти: «„Робот 2.0“ — это потрясающе визуально — VFX в основном превосходны — но сценарий не сочетает романтику, драму и комедию [как предшественник]».
Джанани К., кинокритик из India Today, дал «2.0» три звезды из пяти и оценил тему фильма. Раджив Масанд также дал ему три звезды из пяти. Прагати Саксена из The National Herald раскритиковала темп и тупость фильма. Рохит Ватс из CNN-News18 оценил фильм на две звезды из пяти и раскритиковал сценарий: «Персонажи [Шанкара] не развивались так, как окружающий их мир».
На сайте Rotten Tomatoes фильм имеет рейтинг 59 % на основе 17 рецензий со средним баллом 5,61 из 10.

### Награды и номинации
| Награды и номинации | Награды и номинации          | Награды и номинации                  | Награды и номинации                      | Награды и номинации | Награды и номинации |
| Год                 | Награда                      | Категория                            | Номинант                                 | Результат           | Прим.               |
| ------------------- | ---------------------------- | ------------------------------------ | ---------------------------------------- | ------------------- | ------------------- |
| 2018                | Ananda Vikatan Cinema Awards | Лучший сценарий                      | Нирав Шах                                | Победа              | [ 58 ]              |
| 2018                | Ananda Vikatan Cinema Awards | Лучший визажист                      | A. R. Abdul Razzaq, Бану, Legacy Effects | Победа              | [ 58 ]              |
| 2018                | Ananda Vikatan Cinema Awards | Лучшая анимация и визуальные эффекты | Сринивас Мохан                           | Победа              | [ 58 ]              |
| 2018                | Ananda Vikatan Cinema Awards | Talk of the Town                     | С. Шанкар                                | Победа              | [ 58 ]              |
| 2019                | Asian Film Awards            | Лучшие спецэффекты                   | Сринивас Мохан                           | Номинация           |                     |
| 2019                | Asian Film Awards            | Лучший саундтрек                     | Resul Pookutty                           | Номинация           |                     |